# Jeezy
Jeezy（ジーズィー、ジージー、本名: ジェイ・ジェンキンス、1977年9月28日 - ）は、アメリカ合衆国ジョージア州アトランタ出身のラッパー、ソングライター、ヒップホップミュージシャン。2010年まではYoung Jeezy（ヤング・ジーズィー）の名で活動していた。過去にリリースしたアルバムの内、3枚がビルボード初登場1位を獲得している。

## 略歴

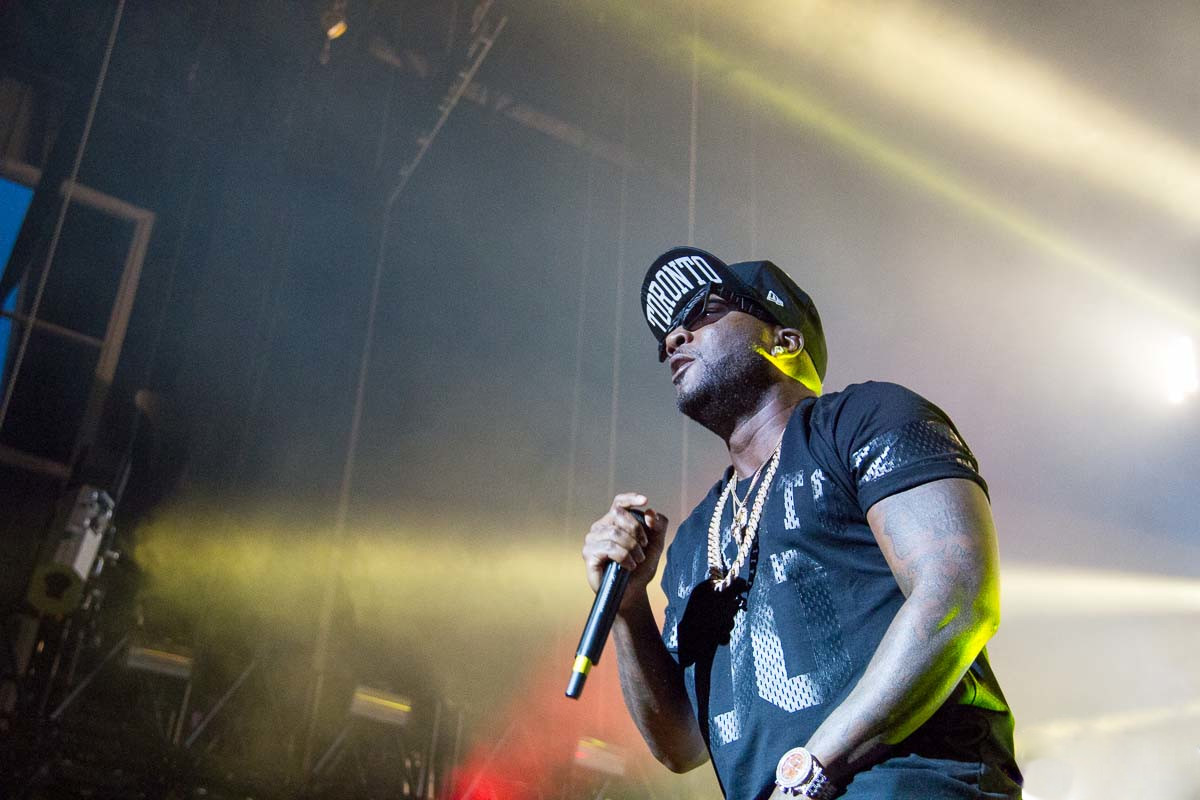
ライブでのJeezy（2014年）

### 生い立ち
1977年10月12日に誕生。生まれはノースカロライナ州だが、両親の育児放棄によりジョージア州アトランタに住んでいた祖母によって育てられることになる。インタビューで当時の様子を振り返る時は「空っぽの子供時代だった」と語っており、非常に辛い子供時代を送っていたことが窺える。そんな時にラップと出会った彼だが、初期の頃は「Lil J」という名で活動していた。その後、本格的にラッパー活動を始めた彼は、インディーズレーベルから「Thuggin under the Influence(2001)」と「*Come Shop wit' Me(2003)」の二枚のアルバムをリリースしている。

### 2004-2005: Let's Get It: Thug Motivation 101
2004年に入ると、P.Diddyが主催する「Bad Boy Records」と契約を結び、同レーベルに所属していた「Boyz n da Hood」というグループのメンバーに加わる。この時に「Boyz n da Hood」名義でリリースしたデビューアルバム"Boyz n da Hood(アルバム)"がアルバムチャートにて5位を記録したことから、一気に彼の知名度を上がることになる。
2005年に入ると、大手メジャーDef Jamレコードと契約を結ぶことに成功。その後、すぐにメジャーデビューアルバムのレコーディングを開始し、2005年6月25日「Let's Get It: Thug Motivation 101」をリリース。同アルバムが全米最高2位を記録し、結果的に170万枚以上を売り上げ、いきなりプラチナム・ディスクに認定される。

### 2006-2007: The Inspiration
2006年3月、マイアミで起こった銃撃戦に加わった疑いで警察に逮捕される。この逮捕は、彼が友人と同乗していた車から不当所持していた拳銃が見つかったことを受けてのものだった。
2006年12月12日、2nd「The Inspiration」をリリースし、彼自身初となる、全米アルバムチャート初登場1位を記録する。セールス面では110万枚以上を売り上げ、プラチナム・ディスクに認定されている。

### 2008-2010: The Recession
2008年9月2日、3rd「The Recession」をリリース。前作と同じく初登場1位を記録し、100万枚以上を売り上げ、プラチナム・ディスクに認定されている。2010年に自身のレーベル「CTE World」にフレディ・ギブスを迎え入れる。

### 2011-現在: Thug Motivation 103
2011年12月20日、4thアルバム「Thug Motivation 103」がリリースされた。

## 人物
本人は犯罪組織のBMF（ブラックマフィアファミリー）との親交が深い。かつて、それぞれの背後につくギャングを巡って、グッチ・メインとの対立が激化していた時期があり、何度か激しい銃撃戦が行われていたが、現在は和解している。
また、歌手のキーシャ・コールとの熱愛が報じられたこともある。

## ディスコグラフィー

### アルバム
| 2005                                      | Let's Get It: Thug Motivation 101 | - 発売日: 2005年7月26日 - レーベル: CTE, Def Jam - フォーマット: CD, LP, digital download - 全米売上: 193.3万枚  | 2 | —  | - US: プラチナ |
| 2006                                      | The Inspiration                   | - 発売日: 2006年12月12日 - レーベル: CTE, Def Jam - フォーマット: CD, LP, digital download - 全米売上: 122.9万枚 | 1 | —  | - US: プラチナ |
| 2008                                      | The Recession                     | - 発売日: 2008年9月2日 - レーベル: CTE, Def Jam - フォーマット: CD, LP, digital download - 全米売上: 88.6万枚    | 1 | 6  | - US: ゴールド |
| 2011                                      | TM:103 Hustlerz Ambition          | - 発売日: 2011年12月20日 - レーベル: CTE, Def Jam - フォーマット: CD, LP, digital download - 全米売上: 63.6万枚  | 3 | 45 | - US: ゴールド |
| 2014                                      | Seen It All: The Autobiography    | - 発売日: 2014年9月2日 - レーベル: CTE, Def Jam - フォーマット: CD, digital download - 全米売上: 34.2万枚        | 2 | 8  |                |
| 2015                                      | Church in These Streets           | - 発売日: 2015年11月13日 - レーベル: CTE, Def Jam - フォーマット: CD, digital download - 全米売上: 14万枚        | 4 | 59 |                |
| 2016                                      | Trap or Die 3                     | - 発売日: 2016年10月28日 - レーベル: CTE, Def Jam - フォーマット: CD, digital download - 全米売上: 8.9万枚       | 1 | 60 |                |
| 2017                                      | Pressure                          | - 発売日: 2017年12月15日 - レーベル: CTE, Def Jam - フォーマット: CD, LP, digital download - 全米売上: 5.4万枚   | 6 | 84 |                |
| "—"は未発売またはチャート圏外を意味する。 |                                   | |   |    |                |

### インディーズ・アルバム
| 2001                                      | Thuggin' Under the Influence (T.U.I.) | - 発売日: 2001年8月31日 - レーベル: CTE - フォーマット: CD                    | — | — |  |
| 2003                                      | Come Shop wit Me                      | - 発売日: 2003年10月14日 - レーベル: CTE - フォーマット: CD - 全米売上: 5万枚 | — | — |  |
| "—"は未発売またはチャート圏外を意味する。 |                                       |                                                                               |   |   |  |

### シングル
| 発表年 | 曲名                                 | 各チャート最高位 | 各チャート最高位 | 各チャート最高位 | 収録アルバム                      |
| 発表年 | 曲名                                 | Hot 100          | R&Bチャート      | Rapチャート      | 収録アルバム                      |
| ------ | ------------------------------------ | ---------------- | ---------------- | ---------------- | --------------------------------- |
| 2005年 | "And Then What" (feat. Mannie Fresh) | 67               | 14               | 13               | Let's Get It: Thug Motivation 101 |
| 2005年 | "Soul Survivor" (feat. Akon)         | 4                | 1                | 1                | Let's Get It: Thug Motivation 101 |
| 2005年 | "Go Crazy" (feat. JAY-Z)             | -                | 22               | 22               | Let's Get It: Thug Motivation 101 |
| 2006年 | "My Hood"                            | 77               | 30               | 19               | Let's Get It: Thug Motivation 101 |
| 2007年 | "I Luv It"                           | 14               | 13               | 7                | The Inspiration                   |
| 2007年 | "Go Getta" (feat. R. Kelly)          | 18               | 9                | 3                | The Inspiration                   |
| 2007年 | "Dreamin" (feat. Keyshia Cole)       | -                | 65               | -                | The Inspiration                   |
| 2008年 | "Put On" (feat. Kanye West)          | 12               | 3                | 1                | The Recession                     |
| 2008年 | "Vacation"                           | -                | 56               | -                | The Recession                     |
| 2008年 | "Crazy World"                        | -                | 66               | -                | The Recession                     |
| 2008年 | "Who Dat"                            | -                | 86               | -                | The Recession                     |
| 2008年 | "My President" (feat. Nas)           | 53               | 45               | 13               | The Recession                     |